# Lê Hựu Hà
Lê Hựu Hà (5 tháng 6 năm 1946 - 9 tháng 5 năm 2003) là một nhạc sĩ người Việt nổi tiếng với nhiều ca khúc như Nắng vàng biển xanh và anh, Vào hạ, Hãy yêu như chưa yêu lần nào, Nỗi đau dịu dàng, Yêu em, Tôi muốn, Huyền thoại người con gái... Ông là thành viên chủ chốt của ban nhạc Phượng Hoàng.
Ngoài tên thật, ông còn sử dụng bút danh "Khánh Uyên" (ghép từ tên 2 người con của ông với ca sĩ Nhã Phương là Phương Khánh và Phương Uyên) và Nhật Khánh cho một số ca khúc.

## Cuộc đời
Lê Hựu Hà sinh ngày 5 tháng 6 năm 1946 tại Biên Hòa, Đồng Nai trong một gia đình theo đạo Phật. Ông có pháp danh là Đồng Thành và không hút thuốc lá, uống rượu bia.
Lên đại học, Lê Hựu Hà ghi tên vào Trường Đại học Văn khoa Sài Gòn. Tới Tết Mậu Thân năm 1968, ông bị gọi nhập ngũ tại Trường Bộ binh Thủ Đức, rồi làm việc ở Cục Quân Nhu Gò Vấp, sau giải ngũ vì mắt kém.
Lê Hựu Hà bắt đầu hoạt động âm nhạc từ năm 1965 trong ban nhạc Hải Âu tại Đại hội nhạc trẻ của Trường Trung học La San Taberd. Sáng tác đầu tiên của ông là bài “Yêu em”, bài thứ hai là “Mai Hương“ (tặng người vợ đầu), rồi tiếp theo là “Nhớ thương nhau hoài”, “Chiều về”...

### 1971-1974: Ban nhạc Phượng Hoàng
Cho tới năm 1971, ông mới nổi tiếng khi lập ban nhạc Phượng Hoàng, cùng với nhạc sĩ Nguyễn Trung Cang và ca sĩ chính Elvis Phương. Các ca khúc do ông sáng tác được phổ biến lúc này là: “Tôi muốn”, “Hãy ngước mặt nhìn đời”, “Yêu em”, “Lời người điên”, “Hãy vui lên bạn ơi”, “Bài hát cho người tuổi trẻ”, “Huyền thoại người con gái”, “Phiên khúc mùa đông”, “Yêu người và yêu đời”,...

### 1975-2003: Giai đoạn sau 1975
Ca khúc Lời trái tim muốn nói viết lại từ một bản thảo cũ, chính là những tâm tư về “những tháng năm không có ngày vui” của ông.
Sau sự kiện 30 tháng 4 năm 1975, những ngày đầu kiểm soát miền Nam, Lê Hựu Hà bị Sở Văn hóa thông tin Thành phố Hồ Chí Minh nhầm tên ban nhạc Phượng Hoàng và chương trình Phượng Hoàng của Quân lực Việt Nam Cộng Hòa nên phải đi học tập “cải tạo tư duy”. Ông bị bắt phải viết tự kiểm, nhận định rằng âm nhạc của ông là thứ “suy đồi và tiểu tư sản thối nát”.
Cho tới cuối thế kỷ 20 đầu thế kỷ 21, nhạc của ông vẫn bị chính quyền cấm đoán vì lại nhầm lẫn tên ban nhạc Phượng Hoàng với tên trung tâm sản xuất và phát hành băng nhạc Phượng Hoàng ở hải ngoại. Bên cạnh đó, Lê Hựu Hà từng bị gọi đi quân dịch năm 1968, học tại trường Bộ Binh Thủ Đức, rồi làm việc ở Cục Quân Nhu nên bị mang lý lịch là “ngụy quân” mặc dù ông chưa từng tham gia chiến đấu và đã sớm giải ngũ.
Sau khi ngưng sáng tác một thời gian khá lâu, ông lập ban nhạc Hy Vọng gồm ông, Quốc Dũng, Mạnh Tuấn, Huỳnh Hiệp, Bảo Chân, Lý Được, Minh Hải, Quốc Dũng và các ca sĩ Sĩ Thanh, Tuyết Loan, Trang Kim Yến; rồi sau đó là ban Phiêu Bồng. Người vợ thứ hai của ông là ca sĩ Nhã Phương.
Trung tâm Thúy Nga là trung tâm ca nhạc hải ngoại phổ biến nhiều sáng tác của ông thời kỳ này như: “Hãy yêu như chưa yêu lần nào”, “Đừng trách người ơi”, “Khổ vì yêu nàng”...

### 2003: Qua đời
Ông qua đời trong cô độc ngày 9 tháng 5 năm 2003 vì tai biến mạch máu não tại nhà riêng ở đường Hồ Hảo Hớn, quận 1, Thành phố Hồ Chí Minh, vài ngày sau mới được phát hiện. Trước đó không lâu, ông mới vừa nhận được giấy báo của chính phủ Hoa Kỳ chấp thuận cho sang California đoàn tụ với các con và Mai Hương, người vợ đầu tiên.

## Thành Tựu
Lê Hựu Hà cùng với Nguyễn Trung Cang, là hai người tiên phong kiến tạo nền nhạc trẻ thuần Việt Nam. Trong khi các nhóm nhạc trẻ lúc đó như The Enterprise, CBC, The Dreammers, Les Vampires..., phần lớn đang cover lại các bài hát ngoại quốc và lấy tên tiếng nước ngoài, thì ban Phượng Hoàng lại chủ trương người Việt chơi nhạc Việt.
Không chỉ sáng tác các ca khúc pop, rock thuần Việt, Lê Hựu Hà còn là một trong những nhạc sĩ biên soạn lời Việt cho nhiều ca khúc quốc tế. Ông đã viết lời Việt khoảng gần 100 ca khúc, bao gồm các bài nổi tiếng như “Đồng xanh”, “Nỗi đau dịu dàng”, “Ngày hôm qua”, “Không có em”...
Từ năm 1998, ông hợp tác với nhạc sĩ Tùng Châu viết lời một số ca khúc mang đến dấu ấn cho Paris By Night như: “Khổ vì yêu nàng”, “Hai chiếc bóng cô đơn”, “Tình yêu muôn thuở”, “Vị ngọt đôi môi”... Đa phần những tác phẩm này, Tùng Châu viết nhạc còn Lê Hựu Hà đặt lời.
Năm 2004, ông được truy tặng Giải thưởng Làn Sóng Xanh cho hạng mục Nhạc sĩ được yêu thích nhất.

## Tác phẩm
Danh sách này không đầy đủ, bạn cũng có thể giúp mở rộng danh sách.

### Trước 1975
- Bài hát cho người tuổi trẻ
- Chiều về
- Còn nhìn nhau hôm nay
- Dịu dàng bên anh
- Đôi khi ta muốn khóc
- Hãy ngước mặt nhìn đời
- Hãy nhìn xuống chân
- Hãy vui lên bạn ơi
- Hát lên đi (Sing)
- Huyền thoại người con gái
- Không có em (Without you)
- Lời người điên
- Mặt trời đã lên
- Một đời cây cỏ
- Người yêu nếu ra đi (If you go away)
- Phiên khúc mùa đông
- Tôi muốn
- Xin hãy cười một lần cho anh
- Yêu em
- Yêu người và yêu đời

### Viết lời Việt
- Chờ mãi một đời (do nhóm MTV thu âm)
- Điều ấy đã đến
- Đêm trắng (Knights in White Satin)
- Đồng xanh (Green Field)
- Đừng quên nhé anh yêu (nhạc Cher, do Phương Thanh thu âm)
- Đừng trách chi đời (do nhóm Tik Tik Tak thu âm)
- Hãy cứ yêu hồn nhiên (nhạc ABBA, do nhóm Tik Tik Tak thu âm)
- Không thể quên em (nhạc Hoa, do Lam Trường thu âm)
- Merry Christmas (nhạc Hoa, do Lam Trường thu âm
- Mỗi người một giấc mơ (nhạc Hoa)
- Ngủ đi em (do Nguyễn Hưng thâu âm)
- Người đến từ Triều Châu (nhạc Hoa)
- Người yêu đã xa (Nhạc Hoa, do Minh Thuận thu âm)
- Nhớ thương em hoài (All My Loving)
- Nỗi đau dịu dàng (Killing me softly with his song)
- Tình bạn (nhạc Hoa, do Lam Trường thu âm)
- Tình đầu chưa nguôi
- Tình mãi bơ vơ
- Tình yêu vô tận (Nhạc Hoa, do Minh Thuận thuu âm)
- Trái tim mong manh
- Yesterday

### Viết cho trung tâm Thúy Nga
- Chiếc bóng mong manh
- Chờ một tiếng yêu
- Đừng trách người ơi
- Hai chiếc bóng cô đơn (sáng tác với Tùng Châu, bút hiệu "Khánh Uyên")
- Hai khía cạnh tình yêu (nhạc ngoại quốc lời Việt)
- Kẻ bịp bợm đáng yêu
- Khổ vì yêu nàng (Tùng Châu & Lê Hựu Hà)
- Lắng nghe con tim hát (nhạc ngoại quốc lời Việt)
- Nếu đã yêu (Tùng Châu & Lê Hựu Hà)
- Ngàn năm mãi yêu (Tùng Châu & Lê Hựu Hà)
- Nỗi đau người để lại (Tùng Châu & Lê Hựu Hà)
- Tất cả là âm nhạc (Tim Heinz & Lê Hựu Hà)
- Thiên đàng không xa (Tùng Châu & Lê Hựu Hà)
- Tiếc làm gì (nhạc ngoại quốc lời Việt)
- Tình là gì (Tùng Châu & Lê Hựu Hà)
- Tình là thế đó
- Tình yêu còn đấy (nhạc ngoại quốc lời Việt)
- Tình yêu muôn thuở (nhạc ngoại quốc lời Việt)
- Trả hết cho người
- Trương Chi Mỵ Nương (Tùng Châu & Lê Hựu Hà)
- Ước vọng tương lai (Tùng Châu & Lê Hựu Hà)
- Vị ngọt đôi môi (Tùng Châu & Lê Hựu Hà)
- Vũ khúc tình yêu (nhạc ngoại quốc lời Việt)
- Vứt đi chữ tình (Tùng Châu & Lê Hựu Hà)
- Đường tình hai lối (Tùng Châu & Lê Hựu Hà)

### Khác
- Cuộc đời
- Hát về cuộc sống hôm nay và ngày mai (Lời trái tim muốn nói)
- Hãy yêu như chưa yêu lần nào
- Lắng nghe con tim hát
- Ngày mai đây khi tôi chết đi
- Nắng vàng biển xanh và anh
- Ngỡ đâu tình đã quên mình
- Nhớ em
- Tình còn lất phất mưa bay (Lê Hựu Hà & Nguyễn Trung Cang)
- Trái tim mong manh
- Vào hạ